# Travagliato
Travagliato é uma comuna italiana da região da Lombardia, província de Bréscia, com cerca de 11.003 habitantes. Estende-se por uma área de 17 km², tendo uma densidade populacional de 647 hab/km². Faz fronteira com Berlingo, Castegnato, Cazzago San Martino, Lograto, Ospitaletto, Roncadelle, Rovato, Torbole Casaglia.

## Demografia
| Variação demográfica do município entre 1861 e 2011                               |
|                                                                                   |
| Fonte: Istituto Nazionale di Statistica (ISTAT) - Elaboração gráfica da Wikipedia |